# Greg Squires
Gregory „Greg“ Squires (* 6. Juli 1988 in White Plains, New York) ist ein US-amerikanisch-chinesischer Eishockeyspieler, der zuletzt bis Mai 2022 bei Södertälje SK aus der schwedischen HockeyAllsvenskan unter Vertrag gestanden und dort auf der Position des rechten Flügelstürmers gespielt hat. Zuvor war Squires unter anderem für die Starbulls Rosenheim und Bietigheim Steelers in der zweithöchsten deutschen Spielklasse aktiv. 

## Karriere
Squires war während seiner Juniorenzeit zwischen 2004 und 2006 zunächst im USA Hockey National Team Development Program aktiv, danach verbrachte er zwei Spielzeiten bei den Indiana Ice in der United States Hockey League (USHL). Anschließend verfolgte der Stürmer ein vierjähriges Studium an der Western Michigan University. Mit deren Eishockeymannschaft spielte er parallel in der Central Collegiate Hockey Association, einer Division im Spielbetrieb der National Collegiate Athletic Association (NCAA). Nach Beendigung seines Studiums feierte er zum Ende der Saison 2011/12 sein Profidebüt bei den Stockton Thunder in der ECHL.
Zur Fortsetzung seiner Eishockeykarriere wechselte der US-Amerikaner im Sommer 2012 nach Europa. Er verbrachte die Spielzeit 2012/13 in der 2. Eishockey-Bundesliga bei den Starbulls Rosenheim und wechselte im folgenden Jahr zum Ligakonkurrenten Bietigheim Steelers in die nun DEL2 genannte, zweithöchste deutsche Spielklasse. Im Sommer 2014 verließ Squires Deutschland und wechselte für die drei folgenden Spielzeiten nach Schweden. Zunächst bestritt der Angreifer eine Saison beim IK Oskarshamn in der zweitklassigen Allsvenskan. Seine dortigen Leistungen bescherten ihm zur Saison 2015/16 einen Vertrag beim Örebro HK aus der Svenska Hockeyligan (SHL). In der höchsten schwedischen Spielklasse war Squires zwei Jahre lang tätig, ehe er im Mai 2017 erstmals zu Kunlun Red Star aus der Kontinentalen Hockey-Liga (KHL) wechselte.
Beim chinesischen KHL-Franchise kam er im Verlauf der Saison 2017/18 jedoch ebenso nur sporadisch zum Einsatz, wie bei deren Farmteam KRS Heilongjiang in der zweitklassigen Wysschaja Hockey-Liga. Erst im Spieljahr 2018/19 avancierte der Flügelstürmer zum Stammspieler bei Kunlun Red Star. Dennoch verließ er den Klub nach der Spielzeit und heuerte im September 2019 bei den Graz 99ers aus der österreichischen Erste Bank Eishockey Liga (EBEL). Noch im selben Kalenderjahr wechselte er nach nur sechs Einsätzen zum finnischen Traditionsklub TPS Turku, den er kurz vor Weihnachten in Richtung HCB Ticino Rockets aus der zweitklassigen Swiss League verließ. Dort beendete er die Saison 2019/20, um anschließend vor dem Hintergrund der COVID-19-Pandemie die Spielzeit 2020/21 komplett auszusetzen.
Zur Saison 2021/22 kehrte Squires zu Kunlun Red Star in die KHL zurück, für den er bis Februar 2022 weitere 27 Partien absolvierte, ehe er zum schwedischen Klub Södertälje SK in die Allsvenskan wechselte und die Spielzeit dort beendete.

## Erfolge und Auszeichnungen
- 2012 Mason-Cup-Gewinn mit der Western Michigan University

## Karrierestatistik
Stand: Ende der Saison 2021/22

### International
Vertrat die USA bei:
- World U-17 Hockey Challenge 2005

(Legende zur Spielerstatistik: Sp oder GP = absolvierte Spiele; T oder G = erzielte Tore; V oder A = erzielte Assists; Pkt oder Pts = erzielte Scorerpunkte; SM oder PIM = erhaltene Strafminuten; +/− = Plus/Minus-Bilanz; PP = erzielte Überzahltore; SH = erzielte Unterzahltore; GW = erzielte Siegtore; 1 Play-downs/Relegation; Kursiv: Statistik nicht vollständig)